# Fundación Saxon Memorials en memoria de las víctimas de la tiranía política

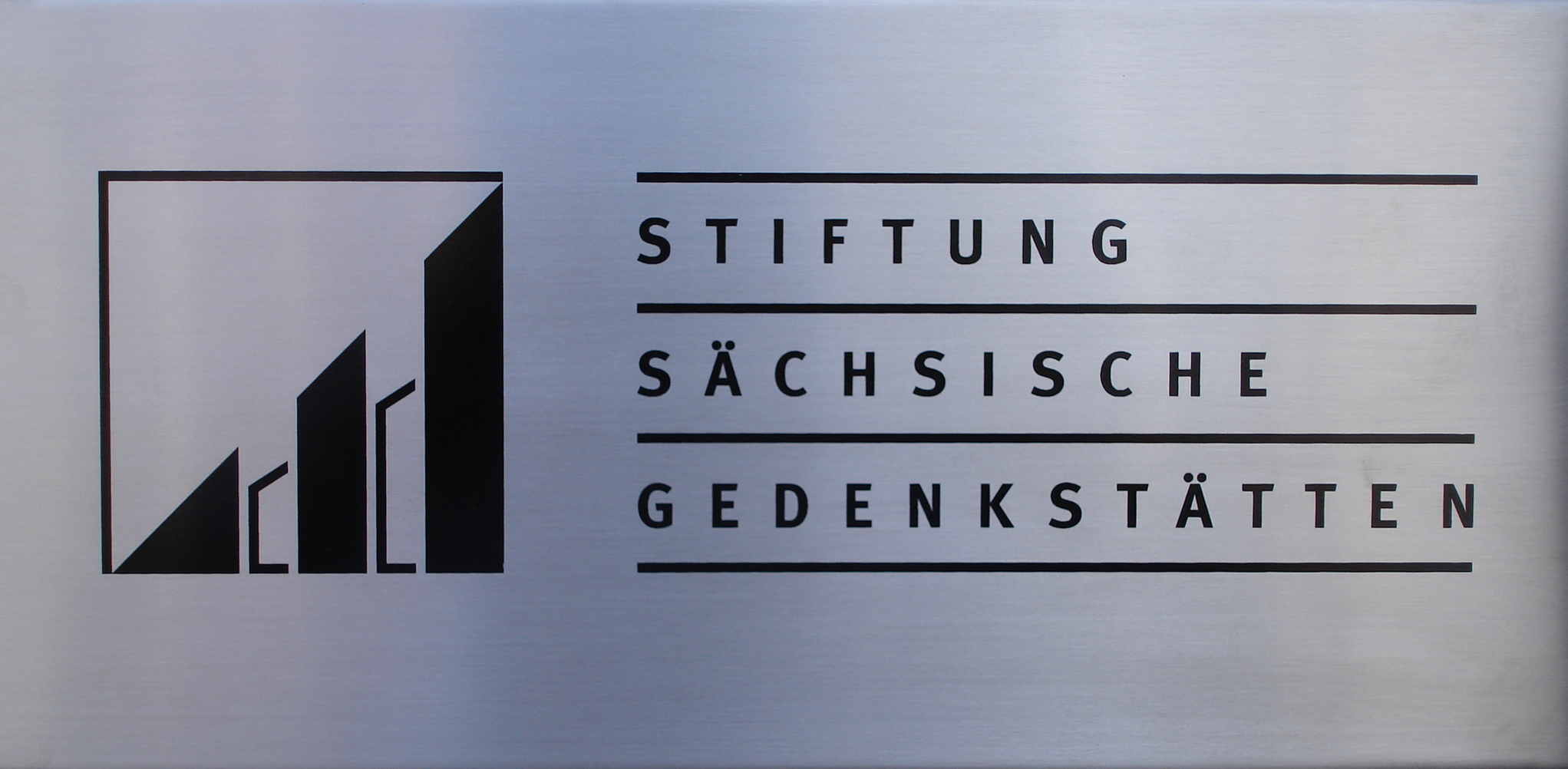
Logotipo de la fundación.

Stiftung Sächsische Gedenkstätten zur Erinnerung an die Opfer politischer Gewaltherrschaft (Fundación Saxon Memorials en memoria de las víctimas de la tiranía política) es una fundación pública fundada por el Estado Libre de Sajonia, que posee y apoya monumentos a las víctimas del Comunismo y Nacional Socialismo. La fundación es una institución miembro fundadora de la Plataforma de la Memoria y de la Conciencia Europeas.
En el régimen comunista totalitario de  Alemania Oriental, solo se conmemoraban las víctimas comunistas del nacionalsocialismo. Por lo tanto, después de 1989, surgió la necesidad de instituciones y monumentos a otras víctimas del nacionalsocialismo y a las víctimas del comunismo. La fundación fue iniciada por el gobierno estatal de Sajonia el 15 de febrero de 1994. El 28 de febrero de 2003, el  Landtag de Sajonia adoptó una ley que regula las actividades de la fundación "Sächsische Gedenkstättenstiftungsgesetz".
La fundación está dirigida por Siegfried Reiprich, quien también es miembro del Comité Ejecutivo de la Plataforma de la Memoria y la Conciencia Europea.